# 傅庄街道
傅庄街道，是中华人民共和国山東省临沂市罗庄区下辖的一个乡镇级行政单位。

## 行政区划
傅庄街道下辖以下地区：
傅庄东南社区、傅庄西北社区、通达社区、龙泉社区、汤庄社区、同兴社区、东店子社区、彭沂兴社区、傅庄东北村、朱岭村、劳模新村、庆云新村、巨峰新村、永泰新村、焦邱新村、三重新村、恒达村、河湾新村、泉城新村、官义庄村、四合村、窑岭新村、花埠岭村、赵庄村、中店子村、西店子村、大丁庄村、小车庄村、大车庄村、徐家林村和前后站村。